# امشب بگذار همه در لندن عشق بورزیم
امشب بگذار همه در لندن عشق بورزیم (به انگلیسی: Tonite Lets All Make Love in London) عنوان یک آلبوم موسیقی متن است که برای فیلمی به همین نام به کارگردانی پیتر وایت‌هد ساخته شده است.این آلبوم اولین بار در ۱۹۶۸ منتشر شد،در سال ۱۹۹۰ نیز بازانتشار یافت.

## لیست آهنگ‌ها
- طرف اول

1. "Interstellar Overdrive"
2. "Changing of the Guard"
3. "Night Time Girl"
4. "Out of Time"

- طرف دوم

1. "Interstellar Overdrive"
2. "Winter Is Blue"
3. "Paint It, Black"
4. "Here Come the Nice"
5. "Interstellar Overdrive"